# Sathonay (Ain)
Pour les articles homonymes, voir Sathonay.
Sathonay est une ancienne commune de l'Ain disparue en 1908 avec la création de Sathonay-Camp et Sathonay-Village.

## Géographie

### Situation
Sathonay était une commune de l'Ain, située à quatre kilomètres au Nord-est de Lyon.
Elle se trouve sur un plateau dans la continuité de la Croix-Rousse et de Caluire-et-Cuire, entre la rivière Saône et le fleuve Rhône. Le vallon du Ravin marquait une frontière naturelle entre le village et le camp.

### Communes limitrophes
|                        | Cailloux-sur-Fontaines |               |
| Fontaines-Saint-Martin | Sathonay               | Miribel (Ain) |
|                        | Rillieux               |               |

## Histoire

### Les origines de Sathonay

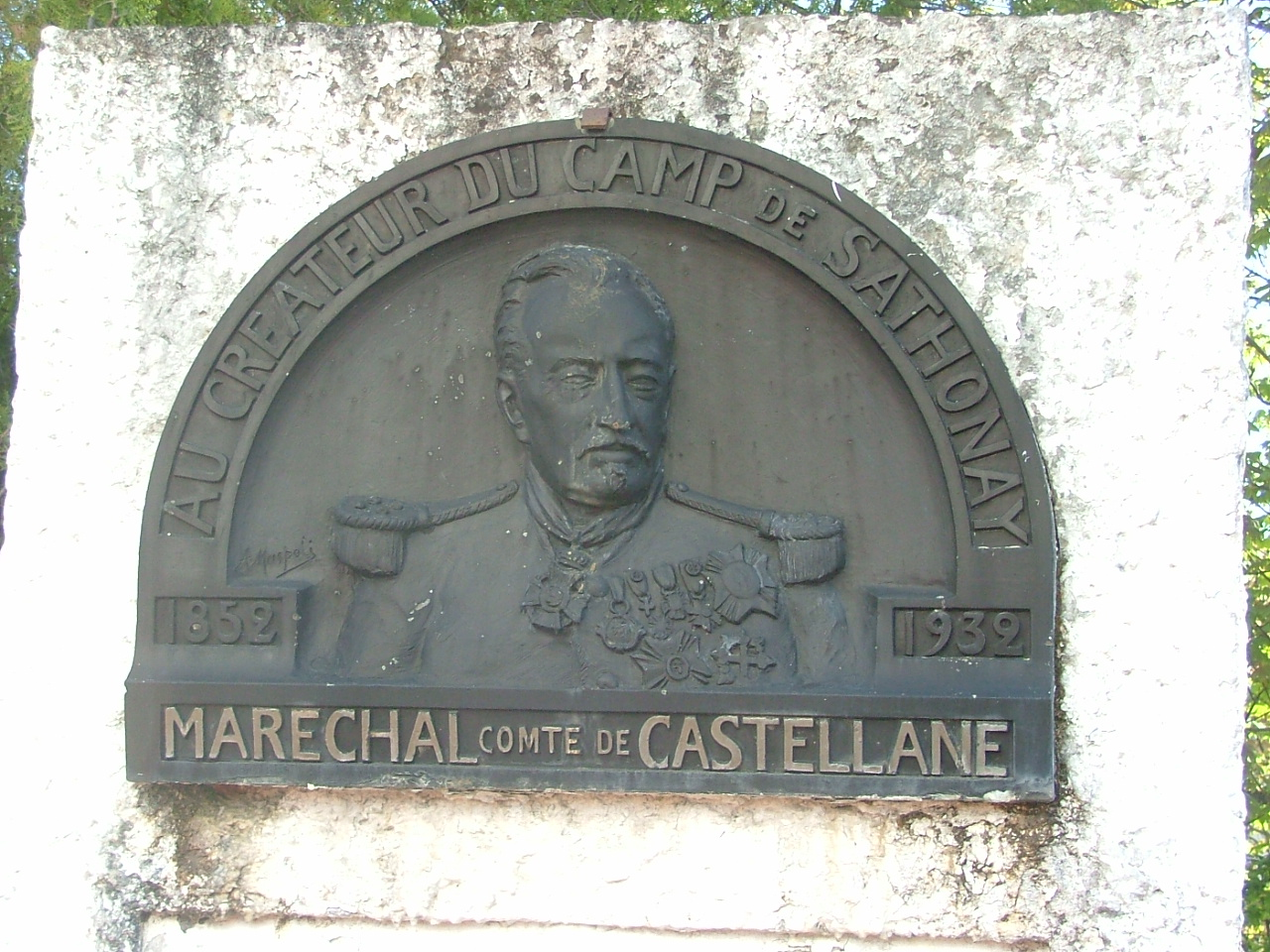
Le maréchal de Castellane, créateur du camp de Sathonay

Aucune trace d'occupation n'est attestée pendant la période romaine, tant au niveau archéologique que bibliographique. En 1230, Humbert de Montluel possède des terres à Sathonay, qu’il tient en fief de l’abbaye de l'Île Barbe. Au XIIIe siècle, la seigneurie de Sathonay appartenait aux seigneurs du même nom, puis la famille Ferlay leur succéda au XIVe et XVe siècles. Son blason, noir à la croix d’argent est devenu celui de Sathonay-camp.
Plusieurs de ses fils furent moines à l’abbaye de l’Île Barbe, son suzerain. Le seigneur de Ferlay fut ensuite vassal du Dauphin de Viennois qui fit don de Sathonay au roi Philippe VI de Valois en 1342, lequel l’échangea à son tour avec le Duc de Savoie en 1354. Louis XI, en guerre contre le duc de Savoie fit ravager Sathonay et son château fort de Rivery en 1469. Ce château construit au XIIIe siècle était fortifié avec murs d’enceinte, créneaux, remparts, fossés, pont-levis. Pris, détruit et reconstruit plusieurs fois, il disparut peu de temps avant la Révolution.
Jusqu'en 1601, Sathonay est sous la domination des comtes et ducs de Savoie, à l'exception d'une courte période allant de 1536 à 1559 pendant laquelle elle est française à la suite de l'annexion des provinces de Savoie par François Ier. Après 1559, le duc de Savoie Emmanuel-Philibert, crée la baronnie de Sathonay pour sa nièce Henriette de Savoie.
Sathonay est rattachée définitivement à la France par le traité de Lyon, signé le 17 janvier 1601, qui entérine l'échange entre le marquisat de Saluces (Saluzzo) et les provinces de Bresse et de Bugey dont Sathonay faisait partie.
La baronnie de Sathonay change encore plusieurs fois de possesseur, lorsque Jean-Claude Fay l'acquiert en 1757. Le blason de la famille Fay, d’azur avec un lévrier argent regardant un soleil d’or, est aujourd’hui l’emblème de Sathonay-Village.

### 1858 - 1908: vers la scission de Sathonay

#### Création du camp militaire
Après l'avènement du prince Président (Louis-Napoléon Bonaparte lors du Coup d'État du 2 décembre 1851), Lyon est doté d'une importante garnison et la création d'un camp est une des préoccupations du maréchal Boniface de Castellane, commandant militaire. Son choix se porte sur plateau couvert de pâturages aux abords de Fontaines-sur-Saône et de Rillieux, au sud de la commune de Sathonay, alors dans le département de l'Ain.
Les aménagements commencent en 1851. Les premières troupes s’y installent en juin 1853. Le général Canrobert successeur du maréchal de Castellane, achète les communaux de Sathonay au nom du gouvernement pour la somme de 92 000 francs.
Le camp qui occupe une superficie de 32 ha est définitivement créé en 1858, avec des baraquements en bois et en briques. Un nouveau champ de tir s'installe, en rapport avec le nouveau fusil à longue portée.
L’abbé Faivre, aumônier du camp crée « L’œuvre des petites filles du soldat » dans le château offert par la famille de Virieu (descendante des Fay) et qui date du XVIe siècle. Dirigée par les sœurs saint Charles, l’œuvre deviendra « La maison d’enfants » aujourd’hui gérée par des laïcs.
L'église romane du XIIIe siècle, placée sous le vocable de Saint-Laurent est trop petite. On en construit une autre en 1862 et 1867.

#### Scission de l'ancienne commune

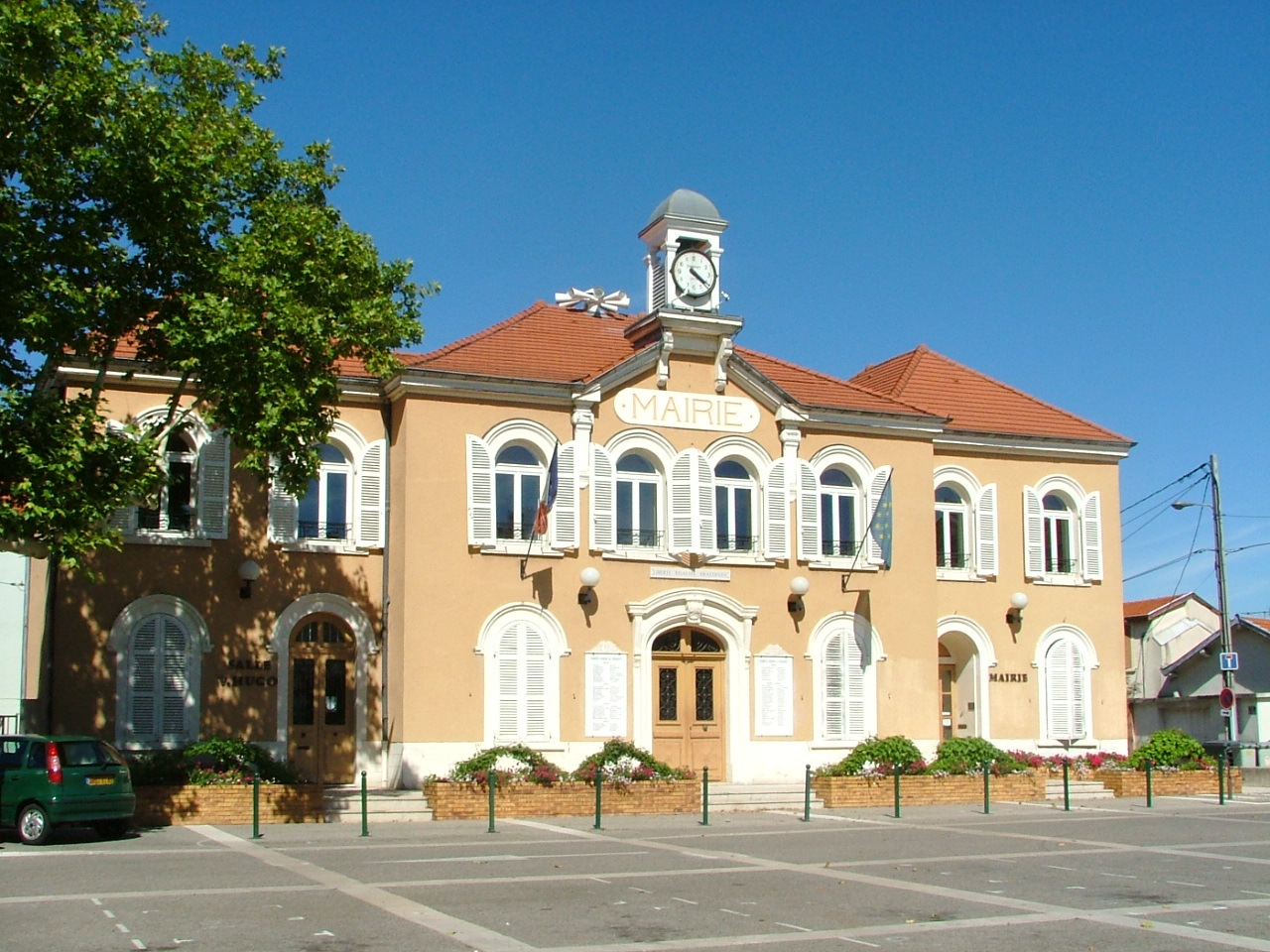
Mairie de l'ancienne commune.

Aux alentours du camp se forme une véritable petite ville au sud de la commune de Sathonay, avec commerces, ouvriers, familles de militaires. Les commerces étant liés à la présence des militaires, on trouve de nombreux cafés, des cabarets, un cinéma, et même des « maisons de tolérance ».
Ce hameau du Camp de Sathonay prend une telle importance que le chef-lieu de la commune y est transféré en 1881.
Ses opinions et intérêts divergent bientôt de ceux du Village, demeuré rural, et dont il est séparé par le ravin.
La rupture est consommée, et le 4 avril 1908, le Sénat vote la création de la nouvelle commune de Sathonay-Village à partir de celle de Sathonay, qui prend le nom de Sathonay-Camp.

#### Rattachement territorial
Au 1er janvier 1968, les deux communes n'appartiennent plus au département de l'Ain, mais à celui du Rhône.

## Population et société

### Démographie
| 1793 | 1800 | 1806 | 1821 | 1831 | 1836 | 1841 | 1846 | 1851 |
| ---- | ---- | ---- | ---- | ---- | ---- | ---- | ---- | ---- |
| 320  | 407  | 653  | 384  | 417  | 403  | 425  | 451  | 454  |

| 1856 | 1861  | 1866  | 1872  | 1876  | 1881  | 1886  | 1891  | 1896  |
| ---- | ----- | ----- | ----- | ----- | ----- | ----- | ----- | ----- |
| 719  | 6 870 | 6 565 | 7 554 | 3 958 | 3 382 | 4 196 | 2 781 | 2 814 |

| 1901  | 1906  | - | - | - | - | - | - | - |
| ----- | ----- | - | - | - | - | - | - | - |
| 3 873 | 3 776 | - | - | - | - | - | - | - |

## Culture locale et patrimoine

### Lieux et monuments
- Château de Bernis

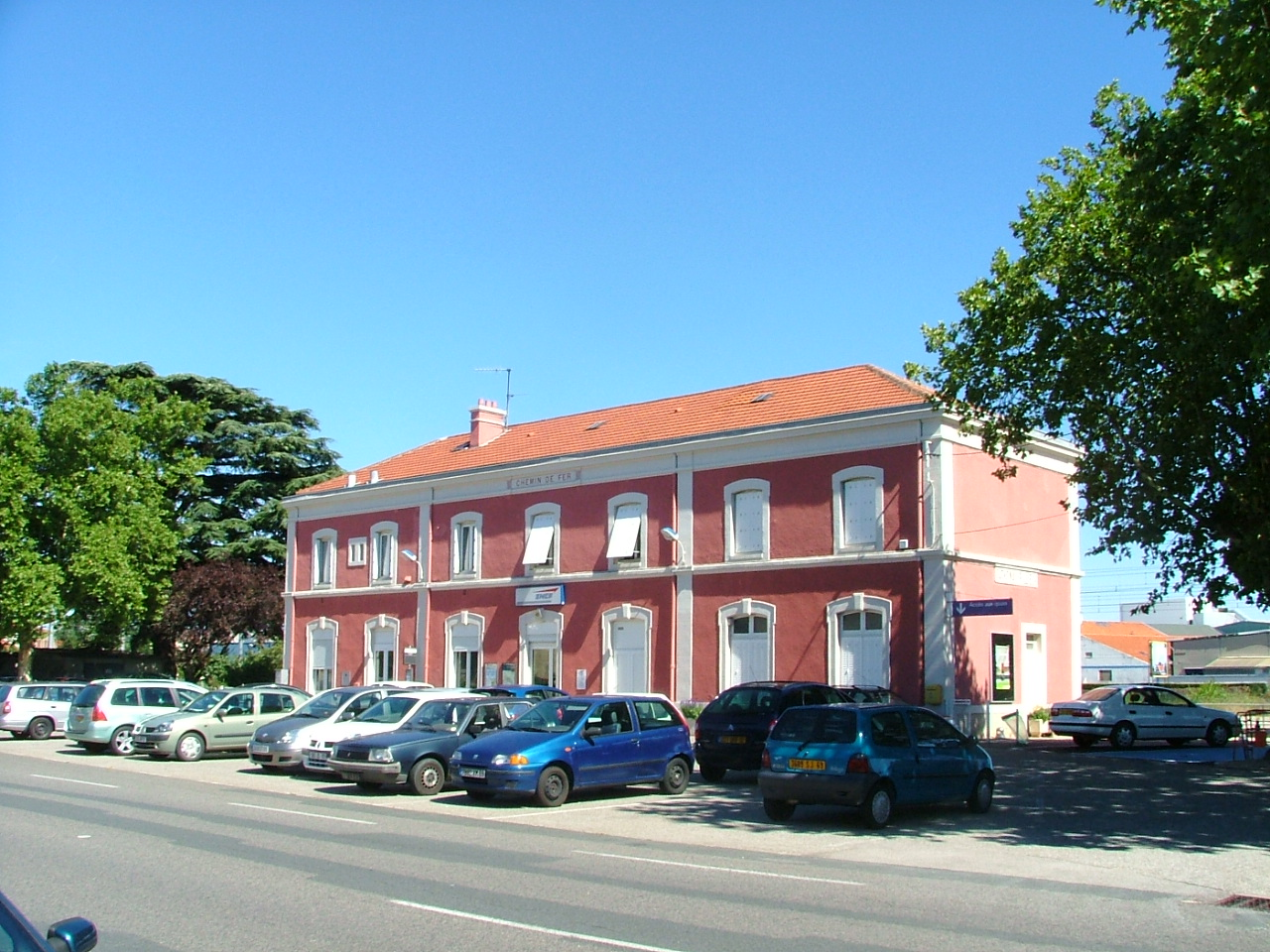
Gare de Sathonay - Rillieux.

- Au début du XXe siècle, l'autorité militaire mit au service des habitants de Sathonay la chapelle des soldats. Devenue trop petite, une souscription est lancée en 1933 et en juin 1934 a lieu la bénédiction de la crypte, sur laquelle devait s'élever, plus tard, l'église proprement dite. Finalement, cette église n'ayant jamais été construite, c'est la crypte qui devint l'actuelle église Saint-Laurent.
- Gare de Sathonay - Rillieux

### Personnalités nées dans la commune
- Émile Grignard (1807-1870) fondateur et directeur de la Compagnie du chemin de fer de Lyon (la Croix-Rousse) au camp de Sathonay
- René Leprince (1876 - 1929), acteur, réalisateur et scénariste français.
- Adrien Godien (1873 - 1949), peintre français.